# رابرت اریکسون
رابرت اریکسون (به انگلیسی: Robert Ericksen) مورخ هولوکاست است.
کتاب او Theologians Under Hitler (۱۹۸۵) به صورت همگانی تحسین شد و در سال ۲۰۰۴ مستندی با اقتباس از این کتاب ساختند.او با بنیاد هومبولت و موزه یادبود هولوکاست در نیویورک همکاری اش را ادامه داده است و در تحریریه مجله مشهور آلمانی Kirchliche Zeitgeschichte مشغول به کار است.او در حال حاضر استاد تاریخ در دانشگاه پسیفیک لوتری(به انگلیسی: Pacific Lutheran University) می‌باشد.